# 圖緬
51°47′8″N 26°39′5″E / 51.78556°N 26.65139°E
圖緬（烏克蘭語：Тумень），是烏克蘭西北部的村莊，隸屬里夫內州的薩爾內區。該村始建於1577年，面積1.01平方公里，海拔高度137米，2001年該村落人口566。